# 도이칠란트컵
도이칠란트컵(독일어: Deutschland Cup)은 1987년부터 독일에서 열리고 있는 국제 아이스하키 친선 대회이다. 독일 아이스하키 연맹이 주관하고 있으며 1989년, 1998년, 1999년을 제외하고 매년 개최 중인 대회이다.